# Figure 2 Ranch
Le Figure 2 Ranch – ou Figure Two Ranch – est un ranch du comté de Culberson, dans l'ouest du Texas, au sud des États-Unis. Doté d'un aérodrome, il est la propriété de Jeff Bezos.